# Erlanger
Erlanger is een plaats (city) in de Amerikaanse staat Kentucky, en valt bestuurlijk gezien onder Kenton County. Ze ligt aan de kruising van de Interstate 71 en Interstate 275, op een tiental kilometer zuidwestelijk van Cincinnati en een viertal kilometer zuidoostelijk van de internationale luchthaven Cincinnati/Northern Kentucky International Airport. 

## Demografie
Bij de volkstelling in 2000 werd het aantal inwoners vastgesteld op 16.676.
In 2006 is het aantal inwoners door het United States Census Bureau geschat op 16.965, een stijging van 289 (1.7%).

## Geografie
Volgens het United States Census Bureau beslaat de plaats een oppervlakte van
21,9 km², waarvan 21,6 km² land en 0,3 km² water.

## Plaatsen in de nabije omgeving
De onderstaande figuur toont nabijgelegen plaatsen in een straal van 8 km rond Erlanger.